# Ronald Florijn

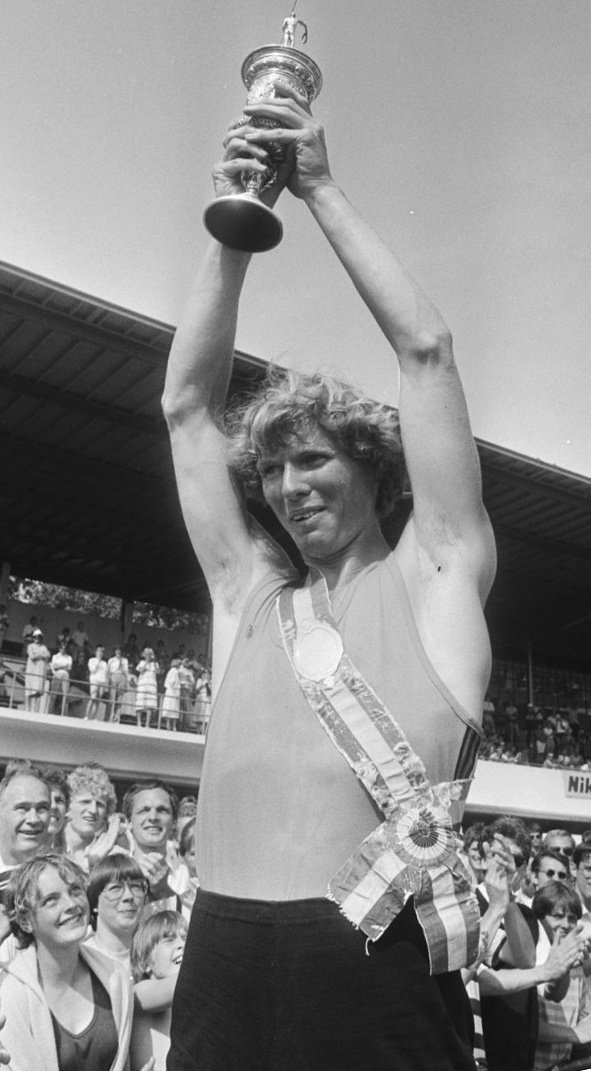
Ronald Florijn im Jahr 1983

Ronald Florijn (* 21. April 1961 in Leiden) ist ein ehemaliger niederländischer Ruderer. Er gewann bei drei Olympiateilnahmen zwei Goldmedaillen.

## Sportliche Karriere
Florijn belegte 1977 im Doppelvierer den vierten Platz beim Match des Seniors, einem Vorläuferwettbewerb der U23-Weltmeisterschaften. 1978 gewann er zusammen mit Victor Scheffers im Doppelzweier die Bronzemedaille bei den Junioren-Weltmeisterschaften. 1979 belegte er im Einer den siebten Platz.
1982, 1983 und 1987 war der 1,91 m große Ronald Florijn niederländischer Meister im Einer. 1983 startete Florijn auch bei den Weltmeisterschaften in Duisburg im Einer und belegte den neunten Platz. 1986 in Nottingham erreichte der niederländische Doppelvierer mit Hermanus van den Eerenbeemt, Ronald Florijn, Henk-Jan Zwolle und Nico Rienks das A-Finale und belegte den fünften Platz. Im Jahr darauf saß nur noch Florijn im Boot. In der Besetzung Hans Keldermann, Ronald Florijn, Robbert Bakker und Jürgen Nelis belegte der niederländische Doppelvierer den sechsten Platz bei den Weltmeisterschaften 1987 in Kopenhagen.
1988 ruderte Ronald Florijn zusammen mit Nico Rienks im Doppelzweier. Bei den Olympischen Spielen in Seoul gewannen die beiden ihren Vorlauf vor dem Boot aus der Bundesrepublik Deutschland. Im Halbfinale belegten sie den zweiten Platz hinter dem Boot aus der DDR aber vor den Schweizern. Im Finale erwiesen sich die Schweizer Beat Schwerzmann und Ueli Bodenmann als die härtesten Gegner. Florijn und Rienks gewannen die Goldmedaille mit 46 Hundertstelsekunden Vorsprung vor den Schweizern, dahinter erhielt das Boot aus der Sowjetunion die Bronzemedaille vor den beiden deutschen Booten.
Bei den Weltmeisterschaften 1989 in Bled siegten im Doppelzweier die Norweger Rolf Thorsen und Lars Bjønness vor Florijn und Rienks. Im Jahr darauf belegten die beiden Niederländer den achten Platz bei den Weltmeisterschaften in Tasmanien. 1991 trat Rienks mit Henk-Jan Zwolle im Doppelzweier an und gewann den Titel bei den Weltmeisterschaften in Wien. Dort startete Florijn im Doppelvierer mit Rutger Arisz, Koos Maasdijk und Hans Keldermann. Die Crew erkämpfte die Bronzemedaille hinter den Booten aus der Sowjetunion und aus Italien. Bei den Olympischen Spielen 1992 in Barcelona belegten Arisz, Maasdijk, Florijn und Keldermann den fünften Platz mit anderthalb Sekunden Rückstand auf die drittplatzierten Italiener.
Im nacholympischen Jahr 1993 wechselte Ronald Florijn in den niederländischen Achter. Bei den Weltmeisterschaften im tschechischen Račice u Štětí belegte das niederländische Großboot den fünften Platz hinter den Booten aus Deutschland, Rumänien, den Vereinigten Staaten und Australien. 1994 in Indianapolis erhielt der US-Achter die Goldmedaille vor den Niederländern mit Kai Compagner, Nico Rienks, Niels van der Zwan, Jaap Krijtenburg, George van Iwaarden, Niels van Steenis, Henk-Jan Zwolle, Ronald Florijn und Steuermann Jeroen Duyster. Im Jahr darauf siegte bei den Weltmeisterschaften 1995 in Tampere der Deutschland-Achter vor den Niederländern, die mit einer Ausnahme mit der Crew des Vorjahres angetreten waren, lediglich Michiel Bartman war für George van Iwaarden ins Boot gerückt.
1996 gewann der niederländische Achter bei den Regatten in Köln, Duisburg und Luzern. Bei den Olympischen Spielen 1996 in Atlanta trat der niederländische Achter in der Besetzung Henk-Jan Zwolle, Diederik Simon, Michiel Bartman, Koos Maasdijk, Niels van der Zwan, Niels van Steenis, Ronald Florijn, Nico Rienks und Jeroen Duyster an. Die Niederländer gewannen ihren Vorlauf vor den Booten aus Kanada und aus Australien. Im Finale siegten sie mit fast zwei Sekunden Vorsprung auf den Deutschland-Achter, dahinter gewannen die Russen Bronze.
Ronald Florijn ruderte für die Amsterdamsche Studenten Roeivereeniging NEREUS. Seine Kinder  sind die Ruderer/Ruderinnen Finn Florijn und Karolien Florijn.